# Гвенон на Кембъл
Гвенон на Кембъл още мона на Кембъл (Cercopithecus campbelli) е вид бозайник от семейство Коткоподобни маймуни (Cercopithecidae).

## Разпространение
Видът е разпространен в Гамбия, Гана, Гвинея, Гвинея-Бисау, Кот д'Ивоар, Либерия, Сенегал и Сиера Леоне.